# Lambert Brunet
Pour les articles homonymes, voir Brunet.
Pas d'image ? Cliquez ici

a Compétitions nationales et continentales officielles uniquement.

b Matchs officiels uniquement.
Lambert Brunet, né le 6 août 1948 à Peyrestortes, est un joueur de rugby à XV et de rugby à XIII dans les années 1970 évoluant au poste de pilier.
Natif de Peyrestortes, il joue pour l'AS Saint-Estève avec lequel il remporte le Championnat de France en  1971, ainsi que la Coupe de France en 1972.
Ses bonnes prestations en club l'amènent à être sélectionné en équipe de France le 1er décembre 1973 contre l'Australie avec pour partenaires Victor Serrano, Jacques Franc et Christian Carré.

## Biographie
Son frère, Yves Brunet, a été international français de rugby à XV dans les années 1970.

## Palmarès
- Collectif :
  - Vainqueur du Championnat de France : 1971 (Saint-Estève).
  - Vainqueur de la Coupe de France : 1972 (Saint-Estève).
  - Finaliste du Championnat de France : 1975 (Saint-Estève).

### Détails en sélection
| 1. | 1er décembre 1973 | Australie | 3-14 | Test-match | Remplaçant | - | - | - | - |